# Son Goku (gruppo musicale)
I Son Goku sono stati una band rock tedesca, formatasi nel 2002 e scioltasi nel 2003.
Il loro stile musicale era una miscela di hardcore punk, alternative, reggae e suoni elettronici. Il gruppo decise di chiamarsi col nome di Son Goku, protagonista della serie anime e manga Dragon Ball.
Il primo ed unico album della band, Crashkurs, è stato pubblicato nel 2002 e si è piazzato in una posizione di rilievo tra le prime 15 della Media Control Charts, una classifica musicale tedesca. Da quel momento i Son Goku si sono sciolti, a causa di "disaccordo" fra i membri.

## Storia del gruppo

### Origine della band
I Son Goku sono nati come un side-project di Thomas D, conosciuto per far parte dei Die Fantastischen Vier. La band ebbe origine dalla M.A.R.S. (Moderne Anstalt Rigoroser Spakker, o ancora Modern Institute of Adamant Spakkers), una comunità di artisti e musicisti fondata dallo stesso Thomas D nel 1998.
Thomas diede al gruppo il nome di Son Goku, il protagonista della serie di manga ed anime Dragon Ball, poiché il personaggio incarnava la filosofia di vita della band; Thomas stesso ha dichiarato di essere stato "affascinato dall'ingenuità e dall'allegria di Goku, ma, allo stesso tempo, è un grande guerriero che salva il mondo".

### Stile musicale e pubblicazioni
I Son Goku si formarono con il "desiderio di una nuova forma di espressione e di un sound innovativo", dando forma ad un mix di hardcore punk, alternative, reggae e suoni elettronici. Venne quindi ultimata la formazione della band e l'accesso al proprio studio di registrazione presso la comunità M.A.R.S. permise al gruppo di sperimentare con i vari generi.
L'unico singolo dei Son Goku, Alle für Jeden, è stato pubblicato il 17 giugno del 2002, seguito dal solo album Crashkurs del 29 luglio 2002. I Son Goku si sono sciolti il 1º gennaio del 2003, o poco prima, a causa di "disaccordo" fra i membri della band.

## Membri della band

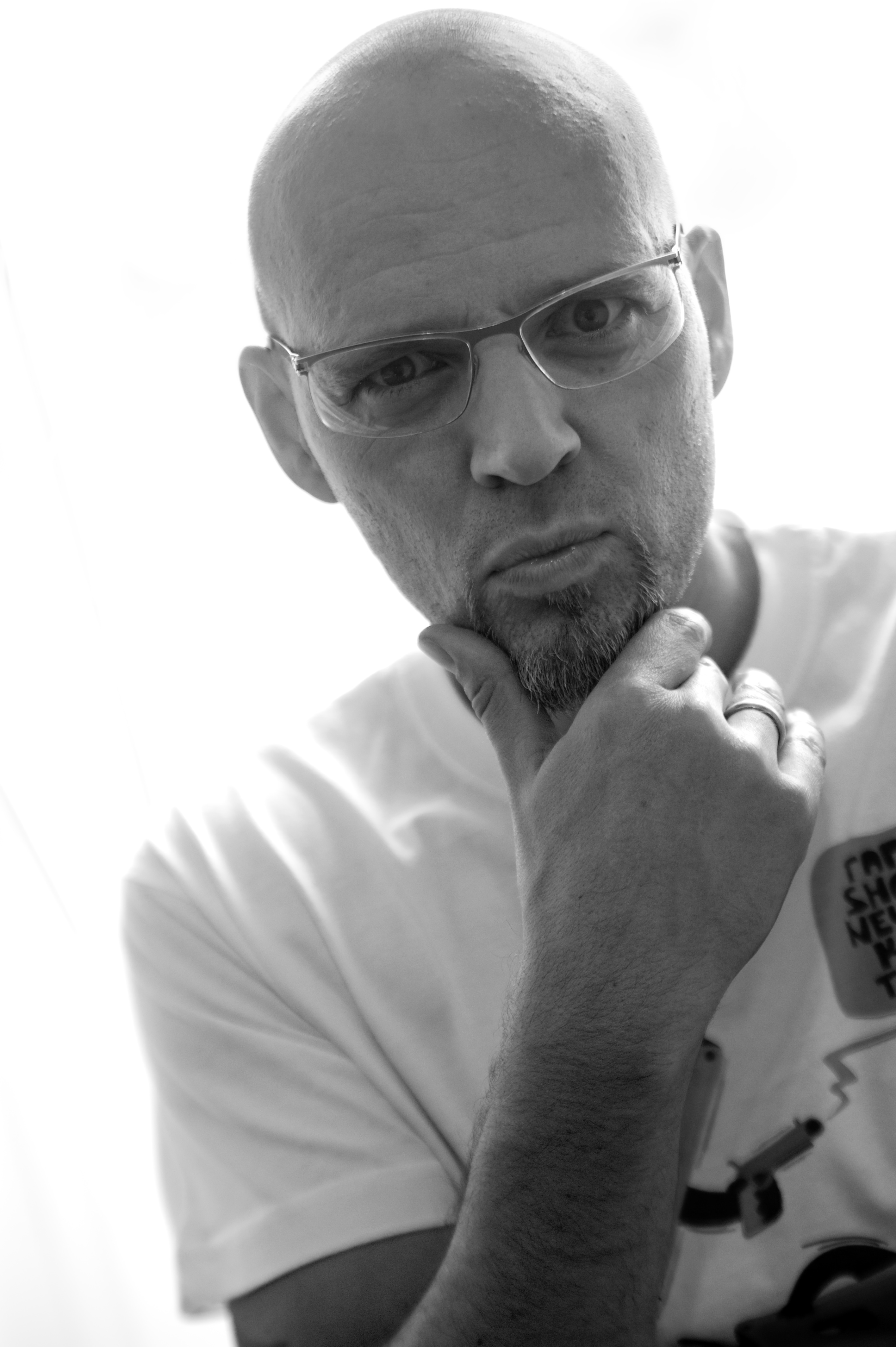
Thomas D

### Thomas D
Thomas D (all'anagrafe Thomas Dürr), nato nel 1968, è meglio conosciuto per far parte del gruppo hip hop tedesco Die Fantastischen Vier. In precedenza Thomas aveva intrapreso anche progetti solisti. I Son Goku sono stati la prima band dove egli non ha cantato alla maniera rap.
Thomas D aveva fondato i Son Goku insieme a Bertil Mark e si occupava delle parti vocali e della scrittura dei testi del gruppo.

### Bertil Mark
Bertil Mark è nato nel 1976 ed ha fatto la sua prima esperienza di performance in una rappresentazione teatrale giovanile del musical Joseph and the Amazing Technicolor Dreamcoat.
Mark ha suonato con diverse band tedesche tra cui, fra le altre, Fünf Sterne Deluxe e Fettes Brot. Dal 1999, Mark aveva prodotto per il proprio studio musicale, Haus Erika Productions, e per la comunità M.A.R.S.
Mark era il batterista ed il produttore dei Son Goku.

### Komi Togbonou
Komi Togbonou ha suonato nella band Gajanaut, inoltre ha provveduto alle parti vocali e suonava il didgeridoo per Nina Hagen, i Die Fantastischen Vier e Thomas D sia in studio che durante i concerti.
Togbonou si occupava come Thomas delle parti vocali e dei testi dei Son Goku.

### Axel Hilgenstöhler
Axel Hilgenstöhler ha suonato per sette anni la chitarra per i Thumb ed è stato coinvolto nella produzione e nel songwriting degli artisti Clueso, MC Lenny, Ferris MC, Tyree Cooper, Tyrone Rickets, Virginia Nasiamento ed Africa Islam. Hilgenstöhler è anche andato in tour con varie band fra cui Henry Rollins, The Prodigy, Foo Fighters e Bad Religion.
Hilgenstöhler era il chitarrista dei Son Goku, nonché produttore.

### Jochen Hornung
Dal 1999, Jochen Hornung è stato il chitarrista diversi gruppi hardcore, tra cui in particolare i Beat Down. Hornung è stato anche un editorialista per Zap Magazine, un presentatore di concerti e capo della sua propria etichetta discografica.
Hornung ha incontrato Thomas D tramite il suo lavoro con i Die Fantastischen Vier e si è unito alla band come chitarrista.

### Paul J Greco
Nato nel 1966, Paul Greco ha girato un tour in tutto il mondo come membro dei Chumbawamba dal 1992 fino al 1999. Dal 2000, Greco ha svolto lavoro in studio in Germania con gli artisti Clueso, Arj Snoek and Klaus Cornfield.
Greco era il bassista dei Son Goku.

## Formazione
- Thomas D - voce
- Komi Togbonou - voce
- Axel Hilgenstöhler - chitarra
- Jochen Hornung - chitarra
- Paul J Greco - basso
- Bertil Mark - batteria

## Discografia
- Crashkurs